# Microrregión del Alto Medio Canindé
La microrregión del Alto Médio Canindé es una de las microrregiones del estado brasileño del Piauí perteneciente a la mesorregión Sudeste Piauiense. Su población según el censo de 2010 es de 261 938 habitantes y está dividida en 39 municipios. Su población está formada por negros y mulatos 48.3, blancos de origen portugués y árabe 31.6, caboclos(mestizos de indios y blancos)19.7, asiáticos 0.3 e indígenas 0.1 según el censo IBGE en 2010 habitaban la región 325 indígenas. Posee un área total de 31.239,813 km². Los municipios más populosos son São João do Piauí, Paulistana, Jaicós, Simplício Mendes y Fronteras. 

## Municipios
- Acauã
- Bela Vista do Piauí
- Belém do Piauí
- Betânia do Piauí
- Caldeirão Grande do Piauí
- Campinas do Piauí
- Campo Alegre do Fidalgo
- Campo Grande do Piauí
- Capitão Gervásio Oliveira
- Caridade do Piauí
- Conceição do Canindé
- Curral Novo do Piauí
- Floresta do Piauí
- Francisco Macedo
- Fronteiras
- Isaías Coelho
- Itainópolis
- Jacobina do Piauí
- Jaicós
- João Costa
- Lagoa do Barro do Piauí
- Marcolândia
- Massapê do Piauí
- Nova Santa Rita
- Padre Marcos
- Paes Landim
- Patos do Piauí
- Paulistana
- Pedro Laurentino
- Queimada Nova
- Ribeira do Piauí
- Santo Inácio do Piauí
- São Francisco de Assis do Piauí
- São João do Piauí
- Simões
- Simplício Mendes
- Socorro do Piauí
- Vera Mendes
- Vila Nova do Piauí

- Datos: Q1979280